# 維諾赫拉迪夫卡 (博爾赫拉德市鎮)
45°40′56″N 28°34′0″E / 45.68222°N 28.56667°E
維諾赫拉迪夫卡（烏克蘭語：Виноградівка）是位於烏克蘭西南部的村莊，由敖德萨州博爾赫拉德區的博爾赫拉德市鎮負責管轄。該村始建於1811年，面積3.95平方公里，海拔高度57米，2001年人口3,923，人口密度每平方公里993.16人。